# Allobrogi

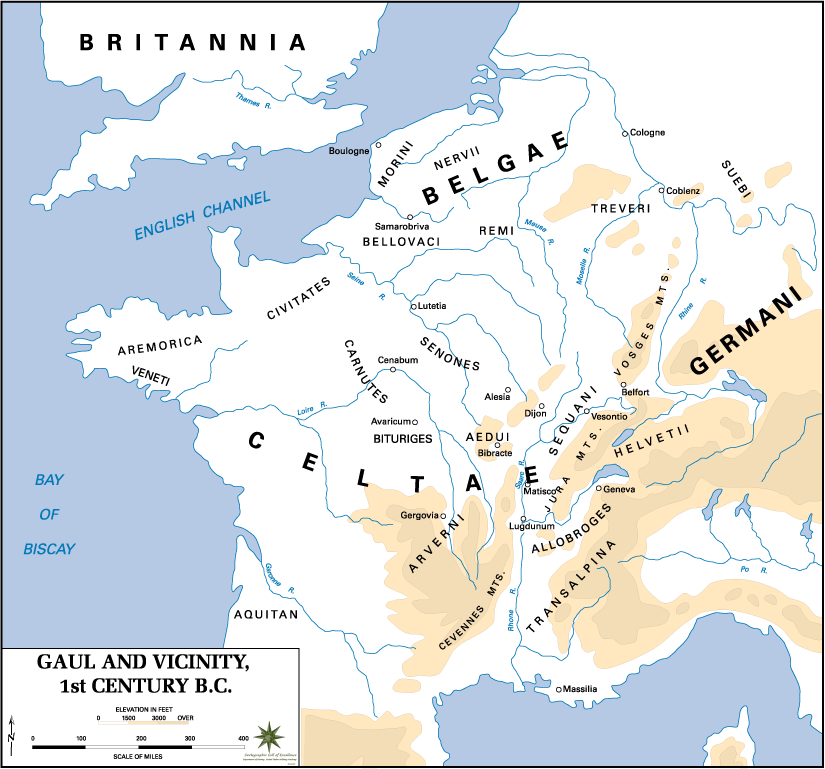
La Gallia nel I secolo a.C.

 Gli Allobrogi erano una tribù celtica della Gallia ubicata tra il fiume Rodano e il lago di Ginevra nelle odierne Savoia, Delfinato e Vivarese. Le loro città sono oggi nell'area di Lione, Saint-Étienne e Grenoble, nel moderno dipartimento dell'Isère e nell'odierna Svizzera. La loro capitale era Vienne e il territorio da loro occupato era conosciuto come Allobrogia: ancora oggi una montagna appartenente al Massiccio del Monte Bianco viene chiamata Pointe Allobrogia, molto probabilmente un ricordo linguistico dell'antica occupazione da parte di questa tribù gallica.
Sono menzionati per la prima volta nelle fonti da Polibio, che dice che non riuscirono a resistere ad Annibale quando questi attraversò le Alpi nel 218 a.C.

## Etnonimo
L'etnonimo Allobrogēs è una forma latinizzata del gallico *Allobrogis (sing. *Allobrox), che letteralmente significa "quelli di un altro paese" o "quelli dell'opposta frontiera", cioè gli "stranieri" o gli "esiliati". I nomi personali Allo-brogĭcus (questo è stato usato anche come cognomen ex virtute)  e Allo-broxus sono correlati, infatti derivano tutti da un composto formato dal prefisso celtico allo- ("altro, secondo") saldato alla parola brog-i-s ("territorio, regione, marca). Inoltre, secondo quanto riportano alcuni grammatici, il nome poteva essere reso col latino alieni-gena, cioè "popolo di altra stirpe": ciò potrebbe fornire ulteriori prove della venuta relativamente recente degli Allobrogi nella regione. Infine, il loro nome può essere messo a confronto con quello dei Nitio-broges ("coloro che appartengono alla propria terra, indigeni"), una tribù gallica che viveva più a sud-ovest, sul medio corso del fiume Garonna.
Il gallico *Allobrogis è affine al gallese allfro ("straniero, esiliato") - entrambi derivanti dal composto celtico *allo-mrogis - e al germanico alja-markiz ("lo straniero"), trovato in un'iscrizione di Karstad e capace di indicare una corrispondenza celtico-germanica del termine e un calco germanico della parola.

## Relazioni con i Romani
Gli Allobrogi erano famosi ai Romani come guerrieri, per la loro ricchezza e per l'importazione di frumento. Controllarono la maggior parte della valle del fiume Rodano e diversi passi montani sulle Alpi, come la via Agrippa. Data la loro relativamente recente conquista della zona, potrebbero discendere dai Gesati, menzionati dagli autori latini nella stessa area poco prima di loro e molto simili nelle tattiche belliche.
Nel 123 a.C. gli Allobrogi diedero asilo a Tutomotulo re dei Salluvi, che erano stati conquistati da Roma. Gli Allobrogi si rifiutarono di consegnarlo, e allora Roma li attaccò. L'8 agosto del 121 a.C. le legioni comandate da Quinto Fabio Massimo Allobrogico sconfissero e sottomisero gli Allobrogi.
Quando nel 63 a.C. Catilina invitò gli Allobrogi a unirsi alla sua congiura, essi non solo rifiutarono, ma denunciarono il suo complotto.  Truppe di Allobrogi fecero parte dell'esercito di Gaio Giulio Cesare durante la conquista della Gallia e non defezionarono per aiutare Vercingetorige nella rivolta gallica del 52 a.C. L'imperatore Augusto collocò gli Allobrogi nella provincia della Gallia Narbonense, ma con l'avvento di Diocleziano essi furono assegnati a quella della Gallia Viennense. Durante il periodo imperiale Vienne crebbe molto e divenne un centro importante, come hanno dimostrato gli scavi archeologici e la sua centralità nella regione durante la tarda antichità e l'Alto Medioevo.